# Тар (река, впадает в Атлантический океан)
Тар (англ. Tar River) — река в Северной Каролине. Длина составляет 346 км. Река Тар в целом протекает на юго-восток и становится Памлико за мостом автодороги № 17 в городе Вашингтон (Северная Каролина). Река Памлико впадает в одноимённый залив.
Исторически прибрежная Северная Каролина, покрытая сосновыми лесами, была источником корабельной сосны, из которой изготавливались мачты, и смолы для британского кораблестроения. Река получила название по старинному главному пути для барж, гружёных смолой, направляющихся к Атлантическому океану (англ. tar означает смола).
На реке находятся города Луисбург, Роки-Маунт, Тарборо и Гринвилл.

## Ураган Флойд
Река подверглась катастрофическому наводнению в 1999 году в результате урагана Флойд. Уровень воды превысил 500-летний уровень и вызвал существенное наводнение района реки. Подъём воды составил 7,3 м в нижнем течении и около 9 м в районе Гринвилла.